# 大阪SOUL
「大阪SOUL」（おおさかそうる）は、コブクロの7作目の配信限定シングル。2019年12月4日にワーナーミュージック・ジャパンから発売された。

## 解説
- シングル作品としては2018年11月7日にリリースされた「風をみつめて」以来1年以上ぶりのリリースであり、コブクロとしては令和初の楽曲、及び2019年にリリースされた唯一の楽曲である。
- 本楽曲はコブクロが2014年からテーマソングを担当していた大阪マラソンのコース変更に伴って新たに制作された楽曲であり、2019年から使用されている。前楽曲「42.195km」と同様に、本楽曲もリリース前には2か月間にわたってフリーダウンロードが行われた。[1]
- シングル「卒業」にカップリングとして収録される。

## 収録曲
作詞・作曲：小渕健太郎、編曲：コブクロ
1. 大阪SOUL（4:40）
大阪マラソン2019テーマソング

## 収録アルバム
- Star Made
- THIS IS MY HOMETOWN